# Philonthus confinis
Philonthus confinis är en skalbaggsart som beskrevs av Embrik Strand 1941. Philonthus confinis ingår i släktet Philonthus, och familjen kortvingar. Enligt den finländska rödlistan är arten starkt hotad i Finland. Arten är reproducerande i Sverige. Artens livsmiljö är torra gräsmarker.